# Late in the Day
Late in the Day is een nummer van de Britpopband Supergrass uit 1997. Het is de vijfde en laatste single van hun tweede studioalbum In It for the Money.
"Late in the Day" leverde Supergrass een bescheiden hit op in het Verenigd Koninkrijk. Het bereikte daar de 18e positie. Buiten het Verenigd Koninkrijk bereikte de plaat enkel in IJsland de hitlijsten. Hoewel het nummer in Nederland geen hit werd, geniet het er wel bekendheid en wordt het regelmatig op de radio gedraaid (door alternatieve muziekzenders).

## Tracklijst
UK CD1
1. "Late in the Day"
2. "We Still Need More (Than Anyone Can Give)"
3. "It's Not Me" (demo)

UK CD2
1. "Late in the Day"
2. "Don't Be Cruel"
3. "The Animal"

UK limited-edition 7"-single en Europese cd-single
1. "Late in the Day"
2. "We Still Need More (Than Anyone Can Give)"